# Herbert Mende
Herbert Mende (ur. 9 lutego 1939 w Ligocie Tułowickiej, zm. 10 marca 1968 w Poczdamie) – obywatel NRD zmarły na skutek późnych następstw postrzału ze strony funkcjonariusza policji granicznej NRD podczas incydentu na granicy z Berlinem Zachodnim i zaliczany w związku z tymi okolicznościami do ofiar śmiertelnych Muru Berlińskiego.

## Życiorys
Herbert Mende dorastał wraz z dwójką starszych sióstr w położonej na Górnym Śląsku i noszącej wówczas nazwę Steinaugrund Ligocie Tułowickiej. Pozbawiona znajdującego się w niewoli brytyjskiej ojca, w 1945 r. rodzina uciekła do regionu Altmark, gdzie po zakończeniu wojny i zwolnieniu z niewoli dotarł również i Franz Mende. W 1957 r. rodzina przeniosła się do Poczdamu, gdzie po wyuczeniu się zawodu rzemieślnika robót podłogowych Herbert Mende podjął pracę w tamtejszych zakładach państwowych VEB Ausbau Potsdam.

## Okoliczności wypadku
Wieczorem 7 lipca 1962 r. udał się na zabawę taneczną do klubu młodzieżowego położonego we wschodniej części Poczdamu, w bezpośrednim sąsiedztwie wyznaczającego granicę z Berlinem Zachodnim mostu Glienicker Brücke. Znajdując się pod wyraźnym wpływem alkoholu, krótko po północy opuścił lokal chcąc zdążyć na ostatni autobus do domu. Przechodząc obok umieszczonego na moście granicznym szlabanu poprosił jednego z pracowników służby celnej o wskazanie drogi do przystanku, po czym ruszył w jego kierunku, gestykulując oraz wypowiadając w zamroczeniu alkoholowym słowa niechęci do urzędnika. Zachowaniem tym zwrócił na siebie uwagę funkcjonariuszy patrolu Volkspolizei, którzy postanowili zatrzymać mężczyznę do kontroli. Zamiast dokumentów Mende posiadał przy sobie jedynie kartę powołania do zasadniczej służby wojskowej, w związku z czym policjanci postanowili zabrać zatrzymanego na posterunek. Oczekując na transport odprowadzili go tymczasowo do znajdującej się przy moście wartowni. Podczas gdy Mende czekał przed drzwiami dyżurki, policjanci weszli do środka.
Zauważając zbliżający się do przystanku autobus, przekonany o pozytywnym wyjaśnieniu sprawy Mende pożegnał się pospiesznie z policjantami, po czym pobiegł w kierunku pojazdu oddalając się od granicy z powrotem na terytorium NRD. Policjanci zażądali od jednego z funkcjonariuszy straży granicznej użycia broni, w związku z czym tenże po oddaniu strzału ostrzegawczego wystrzelił następnie dwukrotnie w kierunku uciekającego i trafił go w plecy. Ranny Mende przetransportowany został do szpitala okręgowego w Poczdamie. Zdiagnozowany przez lekarzy postrzał w miednicę spowodował trwałe kalectwo.

## Następstwa
Przypadek sklasyfikowany został przez władze NRD jako nieszczęśliwy wypadek bez jednoznacznego wskazania sprawcy. W przebiegu dochodzenia wewnętrznego skrytykowano postawę jako nieumyślną oraz uznano użycie broni za zbyteczne. Adwokat ofiary nie zdołał wywalczyć od państwa stosownego odszkodowania. Na początku 1963 r. towarzystwo ubezpieczeniowe przyznało postrzelonemu Herbertowi Mende rentę inwalidzką w wysokości 124 marek NRD miesięcznie, dopiero w 1966 r. otrzymał z kolei na mocy sądu zadośćuczynienie w wysokości 26.000 marek. 10 marca 1968 r. zmarł w Poczdamie na skutek późnych następstw postrzału.
Po zjednoczeniu Niemiec wszczęto kilkakrotnie dochodzenie w sprawie, które w związku z brakiem dowodów zamiaru zabójstwa każdorazowo umarzano bez względu na wnoszone przez ojca ofiary odwołanie od wyroku.